# 尤納什基
49°29′37″N 29°25′36″E / 49.49361°N 29.42667°E
尤納什基（烏克蘭語：Юнашки），是烏克蘭的村落，位於該國西南部文尼察州，由文尼察區負責管轄，面積0.12平方公里，海拔高度193米，2001年人口203，人口密度每平方公里1,691.67人。